# Paranektria zwodnicza

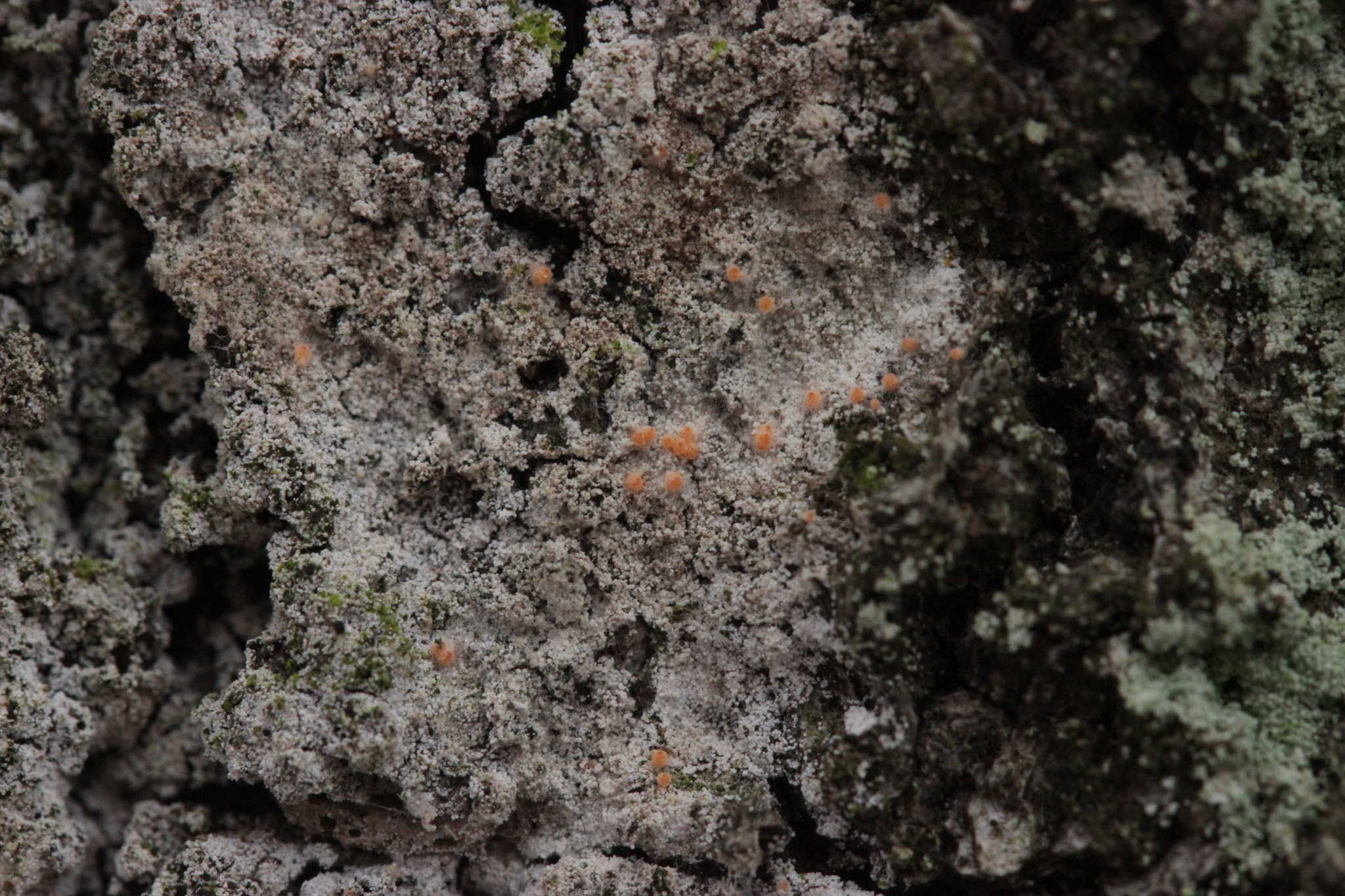
Paranectria oropensis na liszajcu

Paranektria zwodnicza (Paranectria oropensis (Ces.) D. Hawksw. & Piroz.) – gatunek grzybów z rodziny Bionectriaceae. Grzyb naporostowy.

## Morfologia
Anamorfa nie jest znana, nie tworzy też podkładek. Owocniki typu perytecjum o średnicy 250–400 µm i wysokości 210–300 µm, półkuliste, o barwie od żółtopomarańczowej do różowawej. Występują pojedynczo lub w małych gronach na powierzchni podłoża, i są do niego luźno przyczepione, początkowo rzadkimi białymi strzępkami, później z wyraźnym, jasnoczerwonym, spiczastym, brodawkowatym wierzchołkiem nie zmieniającym koloru w KOH. Ściana o grubości 20–25 µm, szorstkie, pokryte gęstą warstwą grubościennych strzępek o średnicy 2,5–3,5 µm. Egzoperydium zbudowane z kanciastych lub wydłużonych, grubościennych komórek, endoperydium z warstwy bezbarwnych, cienkościennych i wydłużonych komórek. Ostiola otoczona promieniście ułożonymi, żółtawymi, cienkościennymi strzępkami o długości 20–30 µm i średnicy około 2 µm, łączącymi się w podobne, bezbarwne, cienkościenne parafizy wierzchołkowe wystające z wewnętrznej ściany ostioli. Worki 8-zarodnikowe, 95–130 × 20–27 µm, maczugowate z krótkim, zwężającym się trzonem, cienkościenne, nierozszczepione, o wierzchołku rozwartym lub zaokrąglonym, bez wyraźnego aparatu apikalnego. Askospory w dwóch rzędach, ułożone ukośnie, 25,5–29 × 9–12,5 µm, wrzecionowate, bezbarwne do bladożółtych, gładkie, typu diktiokonidium z 3–5 wąskimi przegrodami poprzecznymi i 1–2 przegrodami podłużnymi (czasami przegrody są ukośne), cienkościenne, z wierzchołkami przechodzącymi w zakrzywione wyrostki o długości 4–8 (–12) µm i średnicy około 1 µm.
.

## Systematyka i nazewnictwo
Pozycja w klasyfikacji według Index Fungorum: Nectriopsis, Bionectriaceae, Hypocreales, Hypocreomycetidae, Sordariomycetes, Pezizomycotina, Ascomycota, Fungi.
Po raz pierwszy gatunek ten opisał w 1857 r. Vincenzo de Cesati, nadając mu nazwę Sphaeria oropensis. Obecną nazwę nadali mu David Leslie Hawksworth i Kriz A. Pirozynski w 1977 r. Pozostałe synonimy:
- Ciliomyces oropensis (Ces.) Höhn. 1906
- Cucurbitaria oropensis (Ces.) Kuntze 1898
- Dialonectria oropensis (Ces.) Cooke 1884
- Nectria oropensis (Ces.) Sacc. 1883
- Pronectria oropensis (Ces.) Volk. John, R. Cezanne 2014[5].

Polska nazwa według W. Fałtynowicza.

## Występowanie i siedlisko
Znane są liczne stanowiska Paranectria oropensis w Europie, nieliczne w Ameryce Północnej i jedno w Azji, również w Polsce. W Polsce w 2001 r. P. Czarnota i M. Kukwa podali stanowiska tego gatunku w Karpatach Zachodnich na plesze porostów amylka szorstka (Lecidella scabra) i liszajec wełnisty (Lepraria membranacea), ale występuje na wielu innych porostach rosnących na korze drzew, np. Buellia, Cladonia, Lecidea, Lepraria, Parmeliella, Parmelina, Xanthoria.